# Ogcocephalus darwini
Ogcocephalus darwini is een  straalvinnige vissensoort uit de familie van vleermuisvissen (Ogcocephalidae). De wetenschappelijke naam van de soort is voor het eerst geldig gepubliceerd in 1958 door Hubbs. 
Het is een endemische vissoort van de Galapagoseilanden. De vis kan 20 cm lang worden en houdt zich op in de buurt van koraalriffen op de meer zandige stukken op een diepte tussen de 3 en 76 m onder het wateroppervlak. De vis is minder schuw dan de andere soorten vleermuisvissen. De soort staat op de Rode Lijst van de IUCN als niet bedreigd.